# Kompatible Schnittstellen
Das System der Kompatiblen Schnittstellen (K-Schnittstellen) wurde in den 1970er Jahren in den öffentlichen Verwaltungen der Bundesrepublik Deutschland und der Länder und Gemeinden eingeführt, um die Abhängigkeiten der Softwareentwicklung von der Rechnerarchitektur der jeweiligen Rechenzentren zu mildern.

## Kompatible Schnittstellen
Im Einzelnen wurden folgende Kompatible Schnittstellen verwendet:
KDBSKompatible Datenbankschnittstelle
KDBS war dabei ein Oberbegriff für die Detailschnittstellen:
KSDSKompatible Systemdateischnittstelle für einfache Dateioperationen
KLDSKompatible Lineare Systemdateischnittstelle für ISAM-Dateien
KKDSKompatible Komplexe Dateischnittstelle für hierarchische Datenbanksysteme
KDCSKompatible Datenkommunikationsschnittstelle für Dialoganwendungen unter Nutzung eines Transaktionsmonitors (z. B. UTM für Siemens BS2000, CICS, IMS/DC, Task/Master, Shadow usw.)
KIGSKompatible Interaktiv-Graphische Schnittstelle (Konzept wurde nicht fertiggestellt)
Die K-Schnittstellen hatten für Datenbankanwendungen der öffentlichen Verwaltung eine herausragende Bedeutung, denn sie erlaubten es, zu einer Zeit, in der SQL noch nicht erfunden war, Datenbankanwendungen zu erstellen, die vom tatsächlich verwendeten Datenbanksystem unabhängig waren. Sie wurden deshalb vom KoopA ADV zur Anwendung in der öffentlichen Verwaltung empfohlen.
Gängige Datenbanksysteme für Großrechner, die mit K-Schnittstellen ausgestattet waren/sind, sind die Systeme UDS (Siemens), IMS (IBM) und Adabas (Software AG).
Es gelang sogar, entsprechende Anwendungen vom Großrechner auf UNIX-Systeme zu portieren, z. B. unter dem SIM DB/DC-System, das die K-Schnittstellen auf der Basis von C-ISAM realisiert. Auf diese Weise werden bis heute z. B. die Systeme ALB und ALK in vielen Bundesländern betrieben.

## Kritik
Zitat 1979, Computerwoche: „Mit dem Unabhängigkeitswillen der DV-Anwender im Behördenbereich dürfte es freilich nicht sehr weit her sein – die vorhandenen KDBS/KDCS-Umsetzer werden kaum genutzt.“
Zitat 1980, Computerwoche: „Im Bereich der Anwendungsprogrammierung haben die kompatiblen Schnittstellen ihr Ziel nicht erreicht, andere Ziele wurden aber nicht verfolgt; denn mit Ausnahme der Anwendungsprogramme soll ja bei KDBS/KDCS alles systemabhängig bleiben (was nebenbei bemerkt, einen Hardware- oder Systemwechsel nicht gerade beschleunigt).
Für DB/DC-Administratoren jedenfalls bringen die neuen Schnittstellen nur neue Probleme. Die Autoren schlagen deshalb anstelle der doch etwas länglichen ‚Abkürzung‘ KDBS/KDCS das Kürzel KVÜS vor: Konfuse Vermehrung überflüssiger Schnittstellen.
Die Schnittstellen wurden natürlich auf der Basis und in Anlehnung an bereits existierende Software entwickelt. Doch damit kann sich unter Umständen eine Benachteiligung der mit modernsten Technologien entwickelten Software ergeben.“